# Профсоюзник
Профсоюзник — посёлок в Даниловском районе Волгоградской области. Административный центр Профсоюзнинского сельского поселения.
Население — 490 (2010)

## История
Основан как центральная усадьба совхоза "Профсоюзник". Поссовет совхоза "Профсоюзник" относился к Даниловскому району Сталинградского края. В 1935 году передан в состав Вязовского района края (с 1936 года — Сталинградской области). Решением Волгоградского облисполкома от 07 февраля 1963 года  № 3/55 Вязовский район был ликвидирован, его территория, включая Профсоюзный сельсовет, была включена в состав Еланского района.
Решением Волгоградского облисполкома от 26 февраля 1964 года  №7/94 в результате разукрупнения Еланского района часть его территории: Белопрудский и Профсоюзненский сельские Советы – были переданы в состав Руднянского района
В 1966 году Профсоюзный сельсовет передан в состав Руднянского района.

## Общая физико-географическая характеристика
Посёлок находится в степной местности, на северо-западе Даниловского района, по правой стороне балки Титова (левый приток реки Бузулук). К юго-западу расположен ближайший населённый пункт хутор Семибратовский. Высота центра населённого пункта около 170 метров над уровнем моря. Почвы — чернозёмы южные.
Автомобильной дорогой с твёрдым покрытием посёлок связан с районным центром рабочим посёлком Даниловка (31 км). По автомобильным дорогам расстояние до областного центра города Волгоград — 270 км.
Климат
Климат умеренный континентальный (согласно классификации климатов Кёппена — Dfb). Многолетняя норма осадков — 439 мм. Наибольшее количество осадков выпадает в июне — 52 мм, наименьшее в марте — 23 мм. Среднегодовая температура положительная и составляет + 6,3 °С, средняя температура самого холодного месяца января −9,8 °С, самого жаркого месяца июля +21,7 °С.
Часовой пояс
Профсоюзник, как и вся Волгоградская область, находится в часовой зоне МСК (московское время). Смещение применяемого времени относительно UTC составляет +3:00.

## Население
Динамика численности населения по годам:
| 1987 | 2002 | 2010 |
| ---- | ---- | ---- |
| ≈590 | 635  | 490  |